# 1961 en Inde
Chronologie de l'Inde
- 1957
- 1958
- 1959
- 1960
- 1961
- 1962
- 1963
- 1964
- 1965

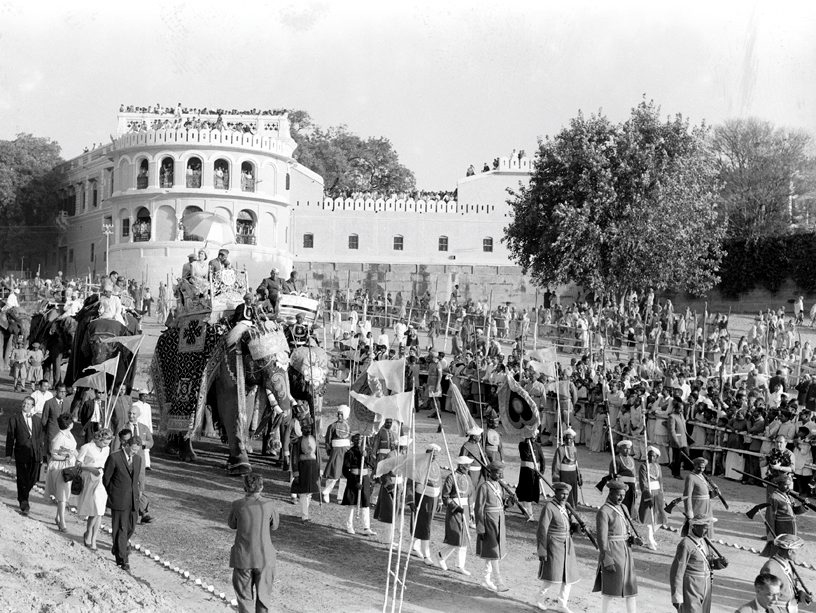
Visite en Inde de la reine Élisabeth II.

Cette page concerne les évènements survenus en 1961 en Inde  :

## Évènement
- Loi de 1961 sur l'impôt sur le revenu en Inde (en)
- Recensement de l'Inde (en)
- Jugement de la Cour suprême dans l 'affaire M/S R.M.D.C (Mysore) contre l''État de Mysore (en).
- 9 janvier : Début de la saison cyclonique dans le nord de l'océan Indien (en).
- 21 janvier : La reine Élisabeth II entame sa visite de l'Inde.
- 12 juillet : Le barrage de Panshet (en) éclate faisant plus de mille victimes.
- 14 août : Dixième amendement de la Constitution de l'Inde (en)
- 5 décembre : Onzième amendement de la Constitution de l'Inde (en)
- 18-19 décembre : Invasion de Goa par les forces armées indiennes sur les restes de l'empire colonial portugais en Inde.

## Cinéma
- 8e cérémonie des Filmfare Awards
- 8e cérémonie des National Film Awards (en)

Sortie de film
- Gunga Jumna (en)
- Gharana (en)
- Junglee
- Mi bémol
- Trois Filles

## Littérature
- Dharmashree (en), roman de S. L. Bhyrappa (en)
- Le Mangeur d'hommes (en), roman de R. K. Narayan
- The Road (en), roman de Mulk Raj Anand
- Sunlight on a Broken Column (en), roman de Attia Hosain (en)

## Création
- 4e corps
- Dadra et Nagar Haveli
- Goa, Daman et Diu
- Grande Loge d’Inde (en)
- Sarvottam Jeevan Raksha Padak

## Dissolution
- Filmindia (en), magazine.
- Ganatantra (en), quotidien.
- Transportes Aéreos da Índia Portuguesa, compagnie aérienne.